# Åkerbo, Memmings och Skärkinds häraders domsaga
Åkerbo, Memmings och Skärkinds häraders domsaga var en domsaga i Östergötlands län, som fanns mellan 1781 och 1805. Före och efter den tiden ingick området i Åkerbo, Bankekinds, Hanekinds, Memmings och Skärkinds häraders domsaga.
Domsagan lydde under Göta hovrätt och omfattade Åkerbo härad, Memmings härad och Skärkinds härad. 

## Tingslag
- Åkerbo tingslag
- Memmings tingslag
- Skärkinds tingslag

## Häradshövdingar
| Ämbetstid | Namn            | Levandstid |
| --------- | --------------- | ---------- |
| 1781-1795 | Lars Låstbom    | 1718–1799  |
| 1795-1804 | Gustaf von Röök | 1773–1852  |